# Туре, Фатальмуду
Фатальмуду́ Туре́ (фр. Fatalmoudou Touré, род. 1963) — малийская легкоатлетка, выступавшая в беге на средние дистанции. Участница летних Олимпийских игр 1980 года. Первая женщина, представлявшая Мали на Олимпиаде. 

## Биография
Фатальмуду Туре родилась в 1963 году.
В 1980 году вошла в состав сборной Мали на летних Олимпийских играх в Москве. В беге на 800 метров в четвертьфинале заняла последнее, 6-е место, показав результат 2 минуты 19,8 секунды, уступив 20,9 секунды попавшей в полуфинал с 4-го места Анне Букис из Польши.
Туре стала первой женщиной, представлявшей Мали на Олимпиаде.
В 1983 году участвовала в чемпионате мира по лёгкой атлетике в Хельсинки. В беге на 800 метров была дисквалифицирована в четвертьфинале. Также была заявлена в беге на 400 метров, но не вышла на старт.

## Личные рекорды
- Бег на 400 метров — 59,37 (7 августа 1983, Хельсинки)[3]
- Бег на 800 метров — 2.19,71 (24 июля 1980, Москва)[3]